# پیز راوتچ
پیز راوتچ (به لاتین: Piz Ravetsch) یک کوه در سوئیس است که در کانتون گراوبوندن واقع شده‌است. پیز راوتچ ۳٬۰۰۷ متر بالاتر از سطح دریا واقع شده‌است.